# Südösterbotten
Koordinaten: 62° 45′ N, 22° 30′ O
Südösterbotten (finnisch Etelä-Pohjanmaa, schwedisch Södra Österbotten) ist eine der 19 Landschaften Finnlands. Die Landschaft umfasst das südliche, finnischsprachige Binnenland der historischen Landschaft Österbotten. Südösterbotten grenzt an die Landschaften Österbotten, Mittelösterbotten, Mittelfinnland, Pirkanmaa und Satakunta. Von 1997 bis 2009 gehörte Südösterbotten zur Provinz Westfinnland, zuvor hatte sie mit Österbotten und Mittelösterbotten die Provinz Vaasa gebildet. Verwaltungssitz und größte Stadt der Landschaft ist Seinäjoki.

## Wappen
Beschreibung: In Blau drei pfahlgestellte, weiße, flüchtende Hermeline mit schwarzen Schwanzspitzen.
Siehe auch: Wappen der finnischen Region Südösterbotten

## Gemeinden
In Südösterbotten gibt es 18 Gemeinden, von denen acht Städte (fettgedruckt) sind. Einwohnerzahlen zum 31. Dezember 2022.
| - Alajärvi (9.183) - Alavus (11.102) - Evijärvi (2.346) - Ilmajoki (12.369) - Isojoki (1.852) - Isokyrö (4.406) - Karijoki (1.200) - Kauhajoki (12.750) - Kauhava (15.116) | - Kuortane (3.437) - Kurikka (19.890) - Lappajärvi (2.820) - Lapua (14.099) - Seinäjoki (65.323) - Soini (1.942) - Teuva (4.862) - Vimpeli (2.671) - Ähtäri (5.406) |